# Аппьетто
Аппьетто (фр. Appietto, корс. Appiettu) — коммуна во Франции, находится в регионе Корсика. Департамент коммуны — Южная Корсика. Входит в состав кантона Гранова-Прунелли. Округ коммуны — Аяччо.
Код INSEE коммуны — 2A017.

## Население
Население коммуны на 2008 год составляло 1355 человек.
| 1962 | 1968 | 1975 | 1982 | 1990 | 1999 | 2008 |
| ---- | ---- | ---- | ---- | ---- | ---- | ---- |
| 316  | 319  | 324  | 623  | 857  | 1149 | 1378 |

## Экономика

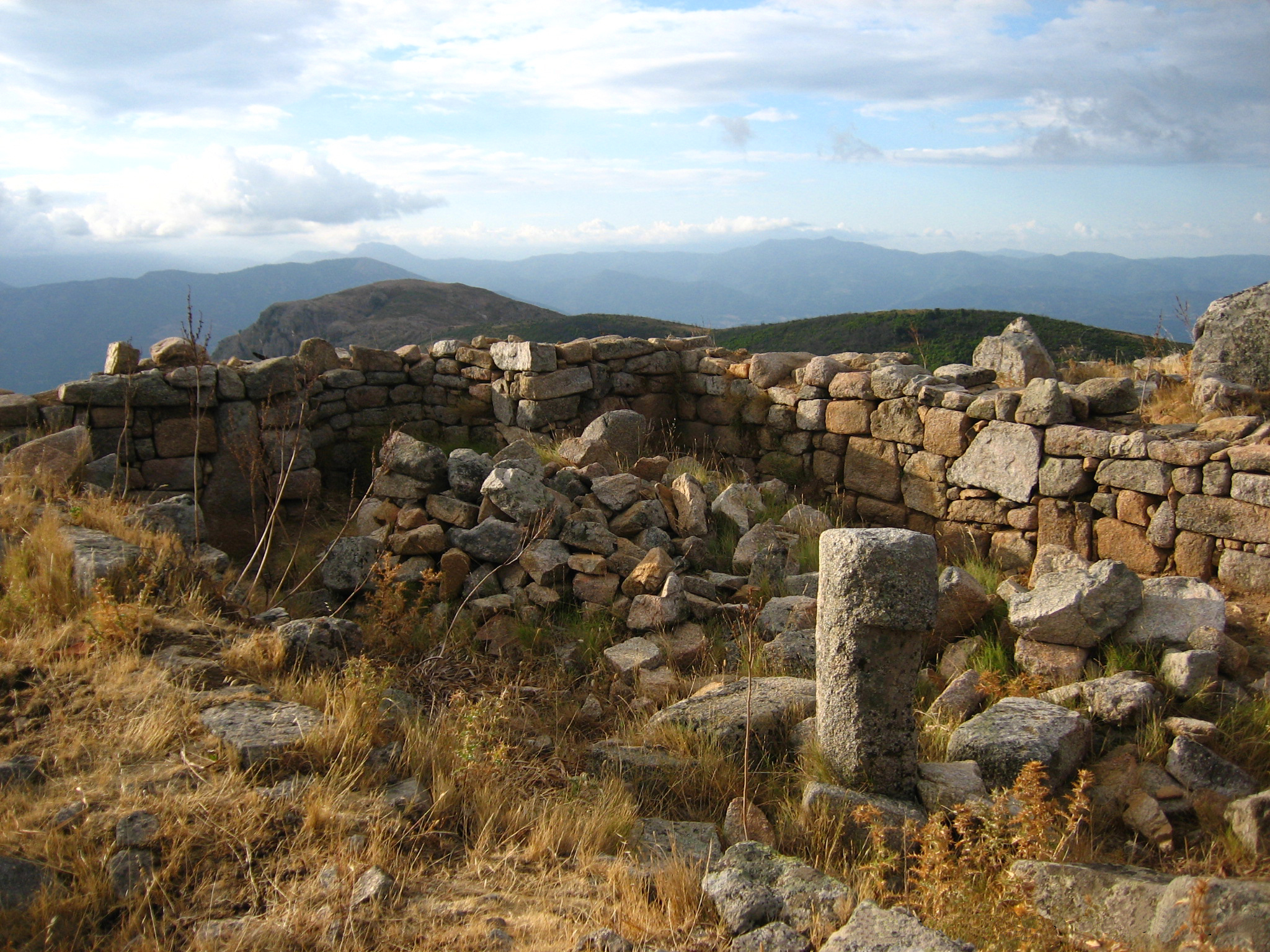
Руины часовни Сен-Сир

В 2007 году среди 900 человек в трудоспособном возрасте (15—64 лет) 612 были экономически активными, 288 — неактивными (показатель активности — 68,0 %, в 1999 году было 64,1 %). Из 612 активных работали 556 человек (300 мужчин и 256 женщин), безработных было 56 (29 мужчин и 27 женщин). Среди 288 неактивных 79 человек были учениками или студентами, 93 — пенсионерами, 116 были неактивными по другим причинам.